# Neuronový engine
Neuronový engine nebo též Neural Engine je marketingové označení pro AI čipy navržené společností Apple ke strojovému učení.
Prvním systémem na čipu (dále SoC) obsahujícím Neural Engine byl Apple A11 Bionic pro iPhone 8, 8 Plus a iPhone X představený v roce 2017.
Od té doby mají všechny SoC řady Apple A Neural Engine. V roce 2020 Apple představil Apple M1 pro Mac
a všechny SoC řady Apple M také mají Neural Engine.
Neural Engine se používá pro aplikace řízené umělou inteligencí v reálném čase, jako je Face ID, Siri a rozšířená realita (AR). Zvládá také výpočetní fotografické funkce, včetně Smart HDR a nočního režimu, zpracováním obrovského množství dat senzoru pro vylepšení obrazu v reálném čase.